# ایگور بلانوف
ایگور بلانوف (اوکراینی: Ігор Іванович Беланов؛ زادهٔ ۲۵ سپتامبر ۱۹۶۰) یک بازیکن فوتبال اهل اوکراین است.او سابقه بازی در فینال جام ملت های اروپا یورو ۱۹۸۸ را در کارنامه خود دارد که در آن بازی یک پنالتی در جریان بازی از دست داد.وی همچنین سابقه هتریک در جام جهانی ۱۹۸۶ مقابل بلژیک را دارد.